# Бельни
Бельни (пол. Belny) — село в Польщі, у гміні Сомпольно Конінського повіту Великопольського воєводства.
Населення — 219 осіб (2011).
У 1975-1998 роках село належало до Конінського воєводства.

## Демографія
Демографічна структура станом на 31 березня 2011 року:
|          | Загалом | Допрацездатний вік | Працездатний вік | Постпрацездатний вік |
| -------- | ------- | ------------------ | ---------------- | -------------------- |
| Чоловіки | 120     | 29                 | 82               | 9                    |
| Жінки    | 99      | 16                 | 61               | 22                   |
| Разом    | 219     | 45                 | 143              | 31                   |